# DS 4
DS4 — компактный автомобиль французской компании DS Automobiles, входящей в концерн PSA Peugeot Citroën, производящийся с 2011 года.
С конца 2014 года автомобиль продаётся под именем DS 4. В 2015 году автомобиль был подвергнут рестайлингу, также была представлена версия DS 4 Crossback.

## Общее описание

### Первое поколение
Предсерийные образцы были представлены на Парижском Автосалоне в сентябре 2010 года. Старт продаж модели в Европе — май 2011 года.
Модель принадлежит к новому премиум-бренду Citroën — DS, созданному в 2009 году и выделенному отдельному направлению конструирования, находящемуся на острие новой общей концепции компании «Creative Technologie». Формально на момент выхода на рынок модель не имела предшественников ни в основном модельном ряду Ситроена, ни в модельном ряду самого суб-бренда, в котором она стала лишь второй серийной машиной после Citroën DS3. Отдельные стилистические решения внешнего облика модели могут создать представление, что машина купе: более заваленная назад передняя стойка кузова и не предназначенные для частого использования более узкие (как бы атавистичные) задние двери с неопускаемыми стёклами и скрытыми внешними дверными ручками.
Ввиду однотипности платформы, автомобиль имеет ряд одинаковых внутренних элементов конструкции, схожих с рядом Citroën C4 I: энергопоглощающую структуру передней части кузова, передний подрамник, моторный щит кузова и передние лонжероны. Расстояния между точками крепления подвесок одинаковое, но колёсная база чуть больше за счёт удлинённых задних продольных рычагов, спроектированных под возможность установки 19" колёс. Общая архитектура подвесок сохранена.
В пространственной клетке кузова увеличен процент использования сталей с высоким пределом текучести. Это позволило уменьшить его массу при одновременном увеличении жёсткости на скручивание и увеличении собственной частоты колебаний.
Разработка модели велась практически параллельно с разработкой Citroën C4 II, и хотя основой стиля Citroën DS4 стал концепт-кар Citroën DS High Rider, перед дизайнерами была поставлена задача сохранить внешнее стилистическое сходство C4 и самого DS4, позволявшее бы при минимуме одинаковых элементов кузова и внешнего декора признать их индивидуальными, но близкородственными конструкциями.
Дизайн салона незначительно отличается от Citroën C4 II отдельными элементами и формой сидений. Как отмечает производитель, салон имеет более высокий класс исполнения, присущие бренду DS разнообразные варианты декора, а в максимальных комплектациях по тактильному и визуальному уровню отделки и качества может быть сравним с машинами более высоких рыночных сегментов.
Внешние габариты моделей близки: DS4 чуть шире за счёт раздутых колёсных арок и обычно чуть выше за счёт колёс большего внешнего диаметра. Внутреннее пространство салона по размерам абсолютно идентично, машина также рассчитана на пять человек. Размер багажника уменьшен, по причине более короткого заднего свеса. На модели применено лобовое стекло увеличенного размера, а передние стойки завалены назад под более острым углом.
Использованы моторы из общей линейки концерна: 1,6VTi, 1,6THP и третье поколение дизелей HDi. Каждый мотор представлен только в самой мощной версии, хотя для отдельных рынков возможна комплектация моторами базового Citroën C4 II. DS4 стал третьей моделью концерна (после Peugeot RCZ и Peugeot 308GT), которая может комплектоваться самым мощным мотором — 200-сильным 1,6 THP второго поколения.
Общий уровень технических опций однотипен с Citroën C4 II, но некоторые из них применены на DS4 уже в базовой комплектации. Несмотря на возможность потенциального использования достаточно мощных моторов, какие-либо опции псевдоспортивного плана отсутствуют.
Citroen анонсировал презентацию нового седана, построенного на базе премиальной линейки DS4, в апреле 2014 года на мотор-шоу в Поднебесной.

### Бензиновые моторы
С момента начала выпуска модели на неё базово устанавливалось поколение моторов, разработанное концерном PSA в 2006—2007 году и незначительно модернизированное в 2010 году:
- мотор VTi с многоточечным впрыском и бездроссельным впуском, объёмом 1.6 литра;
- мотор THP первого поколения с прямым впрыском и турбонаддувом, объёмом 1.6 литра;
- мотор THP второго поколения с бездроссельным впуском, прямым впрыском и турбонаддувом, объёмом 1.6 литра, разработанный в 2010 году.

Все три мотора на 2010 год представляли собой последнее поколение бензиновых моторов концерна PSA. Моторы собраны на общем алюминиевом блоке цилиндров, с цепным приводом 16-ти клапанного двухвального ГРМ и гидрокомпенсаторами в приводе клапанов. Уравновешивающие валы отсутствуют. В системе охлаждения моторов применены водяной насос переменной производительности и электронно-управляемый термостат. Конструктивные отличия моторов — в устройстве ГРМ, системы питания и управления.
- Мотор VTi

Технические особенности:
Рабочий объём — 1598 см³ (77.0х85.8) / 1397 см³ (77.0х75.0);
Степень сжатия — 11.1;
Система питания — многоточечный впрыск, 4 форсунки.
В газораспределительном механизме реализована возможность комплексного управления фазами впуска и выпуска по таким параметрам, как высота подъёма впускных клапанов, ширина фазы впуска, сдвиг фаз впуска и выпуска. Сдвиг фаз осуществляется гидравлическими фазовозвращателями, находящимися на впускном и выпускном распредвалах и работающими независимо друг от друга.
Педаль газа — электронная. Управление мотором осуществляется посредством изменения высоты подъёма впускных клапанов с одновременным изменением ширины фазы впуска. Данная функция реализована комбинацией шагового электродвигателя и особого кулачкового вала, воздействующего на впускные клапана через систему толкателей.
Комплексная система управления фазами позволяет мотору работать на подавляющем большинстве режимов без участия дроссельной заслонки, которая при этом находится в постоянно полностью открытом положении. Данное техническое решение снижает сопротивление на впуске и тем самым повышает КПД мотора.
Экологический класс мотора — Евро-4.
- Мотор THP-I

Технические особенности:
Рабочий объём — 1598 см³ (77.0х85.8);
Степень сжатия — 10.5;
Система питания — прямой впрыск топлива, турбонаддув (турбокомпрессор типа Twin Scroll с автономным охлаждением).
Присутствует электронасос подкачки топлива в бензобаке, и единый механический ТНВД на общую топливную рампу, расположенный на головке блока и приводимый впускным распредвалом.
В газораспределительном механизме гидравлический фазовозвращатель установлен только на впускной распредвал. Высота подъёма клапанов и ширина фазы впуска не регулируется.
Педаль газа — электронная. Управление мотором осуществляется традиционной дроссельной заслонкой во впускном тракте.
Благодаря турбокомпрессору типа Twin Scroll потоки отработанных газов из двух последовательно работающих цилиндров не препятствуют друг другу в конце/начале такта выпуска, что ведёт к более эффективной очистке цилиндров и более эффективной работе турбокомпрессора. А прямой впрыск топлива позволяет работать на обеднённых смесях, что положительно сказывается на экономии топлива.
Экологический класс мотора — Евро-4.
- Мотор THP-II

Технические особенности:
Рабочий объём — 1598 см³ (77.0х85.8);
Степень сжатия — 10.5;
Система питания — прямой впрыск толива, турбонаддув (турбокомпрессор типа Twin Scroll с автономным охлаждением).
Присутствует электронасос подкачки топлива в бензобаке, и единый механический ТНВД на общую топливную рампу, расположенный на головке блока и приводимый впускным распредвалом.
В газораспределительном механизме реализована возможность комплексного управления фазами впуска и выпуска по таким параметрам, как высота подъёма впускных клапанов, ширина фазы впуска, сдвиг фаз впуска и выпуска. Сдвиг фаз осуществляется гидравлическими фазовозвращателями, находящимися на впускном и выпускном распредвалах и работающими независимо друг от друга.
Педаль газа — электронная. Управление мотором осуществляется посредством изменения высоты подъёма впускных клапанов с одновременным изменением ширины фазы впуска. Данная функция реализована комбинацией шагового электродвигателя и особого кулачкового вала, воздействующего на впускные клапана через систему толкателей.
Комплексная система управления фазами позволяет мотору работать на подавляющем большинстве режимов без участия дроссельной заслонки, которая при этом находится в постоянно полностью открытом положении. Данное техническое решение снижает сопротивление на впуске и тем самым повышает КПД мотора.
Экологический класс мотора — Евро-5.

### Дизельные моторы
Машина комплектовалась третьим поколением дизельных моторов HDi, разработанных концерном PSA для использования на машинах сегментов B, C, D, M. Моторы построены в рамках общей концепции — впрыск Common rail, турбонаддув. 
Использованы два мотора данного поколения: 1.6HDi и 2.0HDi.
- Мотор типа 1.6HDi III

Технические особенности:
Рабочий объём — 1560 см³ (75.0x85.3);
Степень сжатия — 16.0.
Алюминиевый блок цилиндров с кованым коленвалом. Алюминиевая головка блока. Восьмиклапанный одновальный ГРМ, с приводом зубчатым ремнём и гидрокомпенсаторами в приводе клапанов. Уравновешивающие валы отсутствуют. Расположение турбокомпрессора — перед мотором по ходу движения машины.
Система питания — Continental с форсунками пьезоэлектрического типа с семью отверстиями и рабочим давлением в системе в 2000 бар; турбокомпрессор изменяемой геометрии Honeywell.
Выпускная система — двухкомпонентный нейтрализатор и сажевый фильтр (в версии для стран с экологическими нормами Евро-4 и ниже сажевый фильтр может отсутствовать). Экологический класс — Евро-5.
По сравнению с мотором предыдущего поколения применён комплекс мер направленных на повышение общего КПД и уменьшение вредных выбросов, в первую очередь выбросов окислов азота. Степень сжатия понижена до 16.0, применена система рециркуляции отработанных газов, увеличен диаметр камеры сгорания в поршне, уменьшены потери на впуске и понижен уровень турбулентности потоков воздуха.
Несмотря на восьмиклапанную архитектуру ГРМ, на момент выпуска DS4 данный мотор являлся одним из самых совершенных агрегатов в своём классе, а переход на более простую конструкцию по сравнению с предыдущей шестнадцатиклапанной 2003 года, нисколько не сказался на потребительских характеристиках, которые были даже улучшены: повышена мощность во всём диапазоне оборотов (со смещением максимальной мощности в зону более низких оборотов), уменьшен уровень шума, уменьшен удельный расход топлива.
Варианты исполнения
* Индекс DV6CTED4, модель 2009 года — 112 л. с. .
- Мотор типа 2.0HDi III

Технические особенности:
Рабочий объём — 1997 см³ (85.0x88.0);
Степень сжатия — 16.0.
Чугунный блок цилиндров с кованым коленвалом. Алюминиевая головка блока. Шестнадцатиклапанный двухвальный ГРМ, с комбинированным приводом ремень-цепь и гидрокомпенсаторами в приводе клапанов. Уравновешивающие валы отсутствуют. Расположение турбокомпрессора — за мотором по ходу движения машины.
Турбокомпрессор изменяемой геометрии Honeywell. Впускной коллектор со сдвоенными каналами разной длины для каждого из пары впускных клапанов.
Система питания — Delphi с форсунками электромагнитного типа с восемью отверстиями и рабочим давлением в системе 2000 бар.
Выпускная система — двухкомпонентный нейтрализатор и сажевый фильтр. Экологический класс — Евро-5.
Как и на моторе 1.6HDi применён аналогичный комплекс мер по повышению КПД мотора и уменьшению выбросов окислов азота и углекислого газа.

### Коробки передач
- 5-ступенчатая механическая коробка собственная разработка концерна PSA. Устанавливалась ещё на Пежо 307.
- 6-ступенчатая механическая коробка разработана для PSA компанией Borg Warner, способна работать с моторами с крутящим моментом до 400Нм, отличается высокой надёжностью и чёткими короткими ходами рычага.
- 6-ступенчатая роботизированная коробка, тип EGS, разработана PSA самостоятельно в 2007 году в сотрудничестве с Borg Warner (валы и шестерни) и Magnetti Marelli (управляющая электроника). Двухвальная коробка по типу механической на шестернях с синхронизаторами, с одним сцеплением и электрогидравлическими исполнительными механизмами. На машинах компакт-класса это единственная коробка среди всех роботов с одним сцеплением, разработанная с нуля: коробка не имеет донора агрегатов и механизмов среди остальных коробок, используемых PSA, а наоборот сама является донором для шестиступенчатых механических коробок. По сравнению с шестиступенчатой механической коробкой вес робота всего на 15 килограмм больше. На момент создания, возможно, являлась самой лёгкой серийной шестиступенчатой коробкой передач, работающей в режиме автомата. По уровню адаптивности под конкретные требования водителя в движении — на уровне лучших автоматических коробок мира. Однако смена передач, ввиду наличия лишь одного сцепления, происходит с разрывом потока мощности, что сопровождается некоторым толчком. В силу конструкции чрезвычайно надёжна, не склонна к перегреву и пробуксовкам. PSA заявляет, что при её создании был использован весь положительный опыт участия машин концерна в автоспорте: Пежо — в чемпионате мира на выносливость, Ситроена — в чемпионате мира по ралли. Управление коробкой возможно и подрулевыми переключателями.

### Шасси
- Компоновка и особенности:

Переднеприводное, с поперечным расположением силового агрегата. Представляет собой наиболее простую и распространённую конструкцию: передняя подвеска — тип МакФерсон, нижний Г-образный рычаг; задняя подвеска — скручиваемая балка, пружины. Несмотря на некоторую примитивность подвески, машина обладает вполне приемлемым уровнем комфорта, а управляемость может быть оценена как очень хорошая.
Рулевое управление — реечное с электрогидроусилителем и варьируемым усилием в зависимости от скорости движения. Задняя балка подвески обеспечивает эффект подруливания на покрытиях с высоким коэффициентом сцепления. Эффект подруливания проявляется при торможении на дуге как затягивание машины вовнутрь поворота. При резком отпускании педали тормоза наблюдается обратный эффект — переход машины на больший радиус.)
Для шести вариантов комбинации мотора и коробки передач предлагается: 4 варианта переднего стабилизатора, 2 варианта заднего стабилизатора, свой комплект пружин под каждый силовой агрегат, 4 варианта рулевой рейки (не считая такого же количества для праворульных машин), 7 вариантов насоса гидроусилителя руля. На машине могут использоваться колёсные диски, диаметром от 17 до 19 дюймов, и резина до 245 мм ширины профиля.

### Безопасность
Активная

В качестве элементов активной безопасности на машине серийно применены следующие системы:
- Антиблокировочная система (ABS). 8-го поколения.
- Электронного распределения тормозных сил (EBD). Четырёхконтурный регулятор давления в тормозной магистрали каждого колеса, в зависимости от статической и динамической продольной и поперечной нагрузок на колёса во время торможения. Позволяет тормозить в поворотах любого радиуса.
- Помощи при экстренном торможении (AFU). Усилитель давления в тормозной магистрали в случае необходимости экстренного торможения.
- Динамической стабилизации (ESP). 8-го поколения, имеет собственный процессор, датчик положения в пространстве и датчики поперечных и продольных ускорений. Умеет бороться как со сносом автомобиля наружу поворота, так и гасить амплитуду заноса.
- Противобуксовочная (ASR). Входит в предыдущую.
- Помощи при трогании на уклоне. Только на машинах с дизельным мотором 1.6HDi и роботизированной коробкой.

Опционально применены системы:
- Электрического стояночного тормоза.
- Контроля слепых зон. Информирует водителя о наличии машины, находящейся в возможно непросматриваемой зоне наружных зеркал заднего вида.

## Второе поколение
Второе поколение DS 4 было представлено 3 февраля 2021 года. Оно призвано заменить DS 5, производство которого было прекращено в 2018 году, и основано на платформе PSA EMP2 группы PSA.  Автомобиль доступен в трех версиях: DS 4, DS 4 Cross и DS 4 Performance Line.
Он был разработан в Париже, но будет производиться на заводе Opel в Рюссельсхайме.  Он призван составить конкуренцию хетчбэку BMW 1 серии и Audi A3, но также может конкурировать с Mercedes-Benz A-Class.
Что касается силовых агрегатов, то будет доступна гибридная версия E-TENSE, а что касается бензиновых двигателей, то она оснащена линейкой PureTech мощностью 130, 180 или 220 л.с. 